# The Bronze
Medalha de Bronze(br) ou O Bronze(pt) (The Bronze, no original) é um filme americano de 2015 do gênero comédia-drama, dirigido por Bryan Buckley e escrito por Melissa Rauch e Winston Rauch. É estrelado por Melissa Rauch, Gary Cole, Thomas Middleditch, Sebastian Stan, Cecily Forte, Haley Lu Richardson e Dale Raoul. Teve a sua estreia mundial no Festival de Cinema de Sundance em 22 de janeiro de 2015. O filme foi lançado nos cinemas em 18 de março de 2016 pela Sony Pictures Classics.

## Sinopse
A ex-medalhista de bronze de ginástica Hope Ann Greggory (Melissa Rauch) vive de seu status de celebridade em sua cidade natal, Amherst, Ohio, embora ela esteja reduzida a passar pelas entregas de correio do pai carteiro (Gary Cole) para buscar dinheiro. Quando sua ex-treinadora Pavleck (Christine Abrahamsen) tira a própria vida, chega uma carta endereçada a Hope afirmando que, se ela puder orientar a melhor aluna de Pavleck, uma jovem estrela de ginástica chamada Maggie Townsend (Haley Lu Richardson) para as Olimpíadas em Toronto, ela receberá uma herança de US$500.000.
Não querendo ser ofuscada pelo sucesso de Maggie, Hope planeja aceitar o dinheiro, sabotando o treinamento de Maggie para que ela possa ficar por cima, inicialmente a alimentando sua junk food e um shake de maconha. Maggie tem um desempenho tão ruim que o arrogante medalhista olímpico de ouro Lance Tucker (Sebastian Stan), que se ressente da celebridade de Hope por causa de sua medalha de bronze inferior (que ela venceu apesar de uma lesão no final da carreira), ameaça assumir o cargo de treinador de Maggie. Quando Hope descobre que perderá o dinheiro da herança se não continuar treinando Maggie, Hope se dedica a contragosto ao treinamento de Maggie. Ao longo do caminho, ela inicia um romance com seu assistente técnico Ben Lawfort (Thomas Middleditch), apelidado de "Twitchy" devido a espasmos faciais involuntários.
Os esforços de Hope acabam sendo recompensados quando Maggie se qualifica para os Jogos Olímpicos. No entanto, ela fica chocada ao descobrir que a academia da treinadora Pavleck corre o risco de fechar porque Pavleck não tinha dinheiro em seu nome quando morreu. Ao ouvir a notícia, o pai de Hope confessa que foi ele quem escreveu a carta, para motivar Hope a fazer algo significativo com a vida dela. Depois de uma conversa acalorada, Hope fica bêbada e acaba transando com Lance Tucker, levando um Ben de coração partido, que testemunhou o ato, a romper o relacionamento.
Maggie ganha a medalha de ouro e é comemorada como uma heroína local em Amherst, mas anuncia sua intenção de começar a treinar com Lance em Los Angeles, em vez de ficar com Hope. Quando Maggie não aparece para dar autógrafos em um shopping, Hope se dirige à multidão decepcionada e declara que ela sempre será o herói de Amherst. Ela propõe um plano para financiar a academia de Pavleck sozinha, vendendo uniformes e aulas de ginástica para garotas locais. Ela então pede desculpas a Ben e o mantém como seu assistente técnico.
No epílogo, uma legenda revela que Maggie foi forçada a abandonar sua carreira em ginástica após engravidar do filho de Lance. Hope continua treinando ginástica, embora nenhuma de suas alunas tenha feito distinção no esporte.

## Elenco
- Melissa Rauch como Hope Ann Greggory
  - Ellery Sprayberry como jovem Hope
- Haley Lu Richardson como Maggie Townsend
  - Katherine Grable como dublê de ginástica para Maggie Townsend
- Gary Cole como Stan Greggory, pai de Hope
- Cecily Strong como Janice Townsend, mãe de Maggie
- Thomas Middleditch como Ben Lawfort, que trabalha na academia
- Sebastian Stan como Lance Tucker, treinador da Team USA
- Dale Raoul como Doris
- Michael Shamus Wiles como Davey
- Christine Abrahamsen como treinadora Pavleck
- Kathryn Ding como Christa Carpenter, outra ginasta
- Craig Kilborn como Heath, um locutor nas Olimpíadas

## Produção
Em 9 de julho de 2014, foi relatado que Melissa Rauch, Gary Cole, Thomas Middleditch, Sebastian Stan, Cecily Strong e Haley Lu Richardson haviam sido escalados para o filme, além de que Stephanie Langhoff produziria o filme sob a bandeira Duplass Brothers Productions.

### Filmagens
A filmagem principal do filme começou em 4 de julho de 2014 em Amherst, Ohio. Em 7 de julho, a equipe foi flagrada filmando em Pikewood Manor, em Elyria, Ohio. A produção do filme foi concluída em 26 de julho de 2014. Em uma entrevista após o Festival Sundance de Cinema, Rauch afirmou que ela e Buckley cortaram cenas e restauraram algumas idéias originais de histórias para uma nova versão nos cinemas.

## Lançamento
Em julho de 2014, a Sony Pictures Worldwide Acquisitions adquiriu direitos de distribuição internacional do filme. O filme teve sua estreia mundial no Festival de Cinema de Sundance em 22 de janeiro de 2015. Logo após, a Relativity Media adquiriu direitos de distribuição do filme. O filme foi originalmente programado para ser lançado em julho de 2015 e outubro de 2015. Em setembro de 2015, foi retirado do cronograma.  No mesmo mês, a Sony Pictures Classics adquiriu direitos de distribuição nos EUA e foi anunciado que a Stage 6 Films distribuiria o filme internacionalmente. O filme seria lançado em um lançamento limitado em 11 de março de 2016, mas foi adiado por uma semana para 18 de março de 2016 em favor de um lançamento amplo na época.

## Recepção
The Bronze recebeu críticas geralmente negativas dos críticos. No site Rotten Tomatoes, o filme tem uma classificação de 36%, com base em 99 comentários, com uma classificação média de 4,99/10. O consenso do site diz: "Entusiasticamente desagradável e principalmente sem graça, The Bronze falha em manter o patamar - ou muito mais ao longo do caminho". Em Metacritic, que atribui uma classificação normalizada, o filme tem uma pontuação de 44 em 100, com base em 31 críticos, indicando "críticas mistas ou médias".